# Eduard Arnold Martin

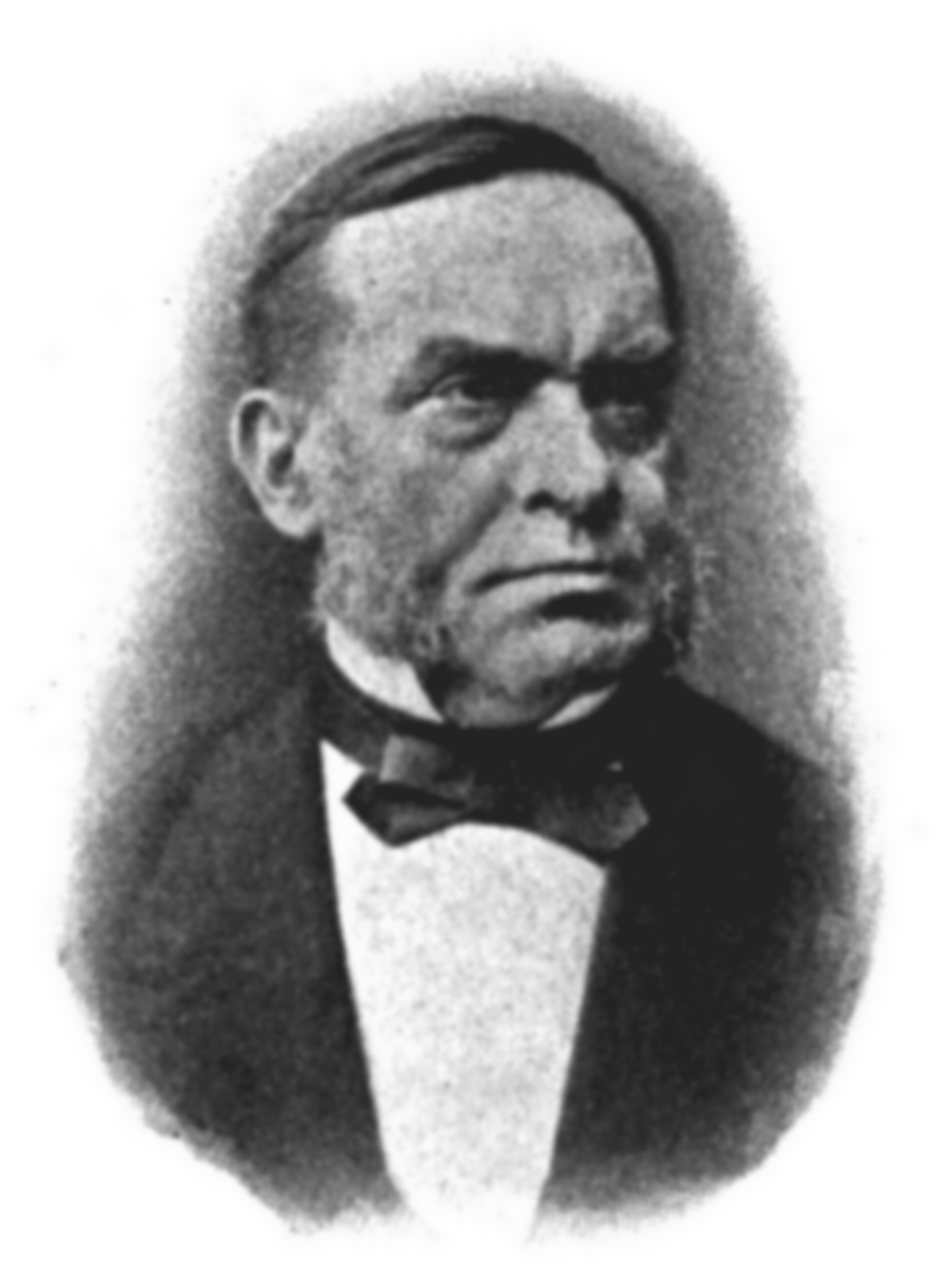
Eduard Arnold Martin

Eduard Arnold Martin (* 22. April 1809 in Heidelberg; † 5. Dezember 1875 in Berlin) war ein deutscher Gynäkologe und Geburtshelfer.

## Leben
Martin wurde als Sohn des damaligen Heidelberger Rechtsprofessors Christoph Martin (1772–1857) und dessen Frau Caroline, geb. Wagemann (1776–1843), Tochter des lutherischen Theologen und Generalsuperintendenten Gottfried Wilhelm Wagemann, geboren. Mit der Berufung des Vaters an die Universität Jena 1816 zog die Familie dorthin. Seine Ausbildung hatte er zunächst an einer privaten Bildungsanstalt erhalten. Von 1823 bis 1826 besuchte er das Friedrichgymnasium (Altenburg).
Ostern 1826 begann er an der Universität Jena ein Studium der Rechtswissenschaften, wechselte dann aber zur Medizin. Im Herbst 1830 setzte er seine Studien an der Universität Heidelberg fort. Hier besuchte er die Vorlesungen von Franz Naegele. Ab Michaelis 1831 bis Ostern 1833 durchlief er seine praktische Ausbildung in Jena und wurde Assistent von Johann Christian Stark der Jüngere. Ostern 1833 setzte er seine Studien an der Universität Göttingen bei Konrad Johann Martin Langenbeck fort und wurde dort im Oktober 1833 zum Doktor der Medizin promoviert. Nachdem er sich einige Zeit in Naumburg aufgehalten hatte, um die Homöopathie bei Johann Ernst Stapf kennenzulernen, bereiste in den Folgejahren den europäischen Kontinent.
Er besuchte Prag, Wien, Berlin, England und Frankreich und habilitierte sich 1835 an der Friedrich-Schiller-Universität Jena. Er wurde 1837 zum außerordentlichen Professor ernannt und wurde 1838 Unterdirektor der Universitäts-Entbindungsanstalt. In den folgenden Jahren widmete er sich der Geburtshilfe. 1843 eine Poliklinik der Geburtshilfe gegründet, wurde 1846 wurde er ordentlicher Honorarprofessor und damit verbunden Direktor der Universitäts-Entbindungsanstalt. Am 25. Juni 1850 wurde er ordentlicher Professor der Medizin und man ernannte ihn 1855 zum Hofrat von Sachsen-Weimar-Eisenach. Martin beteiligte sich auch an den organisatorischen Aufgaben der Jena Hochschule und war im Sommersemester 1856 Rektor der Alma Mater.
Martin folgte 1858 dem Ruf der Berliner Universität, wo er als Nachfolger von Dietrich Wilhelm Heinrich Busch Direktor der Entbindungsanstalt im Charité-Krankenhaus wurde. Martin gründete eine gynäkologische Abteilung und gehörte der Kommission zur Bearbeitung eines neuen Hebammen-Lehrbuches an. Martin blieb bis zu seinem Tod 1875 Leiter der Entbindungsanstalt und erhielt den Titel eines geheimen Medizinalrates. Zu seinen geburtshilflichen Leistungen gehörte die nicht unumstrittene Entbindung des späteren Deutschen Kaisers Wilhelm II.
Die Deutsche Gesellschaft für Gynäkologie und Geburtshilfe verlieh ihm die Ehrenmitgliedschaft.
Zu seinen Schülern gehörten Robert Michaelis von Olshausen und Adolf Gusserow, sowie sein Sohn August Eduard Martin (1847–1933), später Ordinarius an der Universität Greifswald.
Aus der Ehe mit Marie Sophie Schmid (1818–1872), der Tochter des Rechtswissenschaftlers Karl Ernst Schmid, gingen weitere bekannte Kinder hervor, wie der Arzt und Naturforscher Carl Eduard Martin (Jena, 1838-Puerto Montt, Chile, 1907), der Germanistikprofessor Ernst Eduard Martin (1841–1910) sowie der Kaufmann Otto Eduard Martin (1843–1922).

## Werke
- De lithogenesi praesertim urinaria. Frommann, Jena 1833 (Dissertation, Georg-August-Universität Göttingen, 1833; Digitalisat).
- Über die künstliche Anästhesie bei Geburten durch Chloroformdämpfe. Frommann, Jena, 1848  (Digitalisat).
- Zur Gynäkologie. 2 Hefte.
  - Heft 1: Die Gebäranstalt und die geburtshülflichen Kliniken der Universität Jena. Frommann, Jena 1848 (Digitalisat).
  - Heft 2: Ueber die äußere Wendung, die Lagerung zur inneren Wendung und ein geburtshülfliches Phantom. Frommann, Jena 1849 (Digitalisat).
- Ueber Selbstamputation beim Fötus. Beobachtungen und Bemerkungen. Mauke, Jena 1850 (Digitalisat).
- Duo sectionis caesareae in instituto policlinico obstetricio Jenensi peractae exempla. Mauke, Jena 1850.
- Ueber die Eierstockswassersuchten insbesondere deren Erkenntniss und Heilung nebst einem neuen Regulativ für die Ovariotomie. Mauke, 1852 (Digitalisat in der Google-Buchsuche).
- Lehrbuch der Geburtshülfe für Hebammen. Enke, Erlangen 1854 (Digitalisat); 2. Auflage 1867 (Digitalisat in der Google-Buchsuche); 3. Auflage 1874 (Digitalisat).
- Fragebuch zu dem Lehrbuch der Geburtshülfe für Hebammen. Enke, Erlangen 1856 (Digitalisat); 2. Auflage 1867 (Digitalisat).
- Ueber die Transfusion bei Blutungen Neuentbundener. Hirschwald, Berlin 1859 (Digitalisat).
- Hand-Atlas der Gynäkologie und Geburtshülfe. Hirschwald, Berlin 1862 Digitalisat in der Google-Buchsuche, Digitale Bibliothek Elbing
- Die Neigungen und Beugungen der Gebärmutter nach vorn und hinten. Hirschwald, Berlin 1866 (Digitalisat); 2. Auflage 1870 (Digitalisat in der Google-Buchsuche).